# Helina maae
Helina maae este o specie de muște din genul Helina, familia Muscidae, descrisă de Xue și Li în anul 2000.
Este endemică în Yunnan. Conform Catalogue of Life specia Helina maae nu are subspecii cunoscute.